# Sjoerd H. de Roos

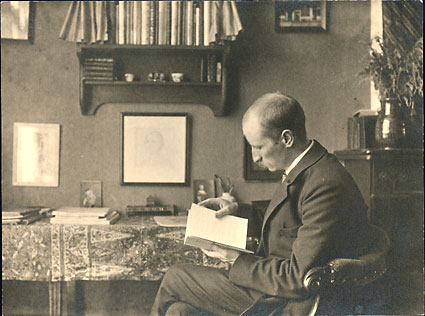
Sjoerd Hendrik de Roos in seinem Haus in der Jacob Marisstraat in Amsterdam, ca. 1910

Sjoerd Hendrik de Roos, auch Sjörd Hendrik de Roos, Sjoerd de Roos und S.H. de Roos (* 14. September 1877 in Drachten; † 3. April 1962 in Haarlem) war ein niederländischer Schriftentwerfer, Typograf, Buchgestalter, Maler, Grafiker, Pressendrucker, Möbelgestalter und künstlerischer Leiter.

## Leben
Kindheit und Jugend verbrachte Sjoerd Hendrik de Roos in Amsterdam. Im Alter von zwölf bis vierzehn Jahren absolvierte er eine Ausbildung zum Lithografen und arbeitete danach in verschiedenen Druckereien. In den Jahren 1892 bis 1895 besuchte De Roos Abendkurse an der Teekenschool voor Kunstambachten, der Zeichenschule für Kunst und Handwerk, die zur Rijksakademie gehörte. Von 1895 bis 1898 studierte er an der Rijksakademie u. a. bei August Allebé, Ernest Sigismund Witkamp und Pieter Dupont. 

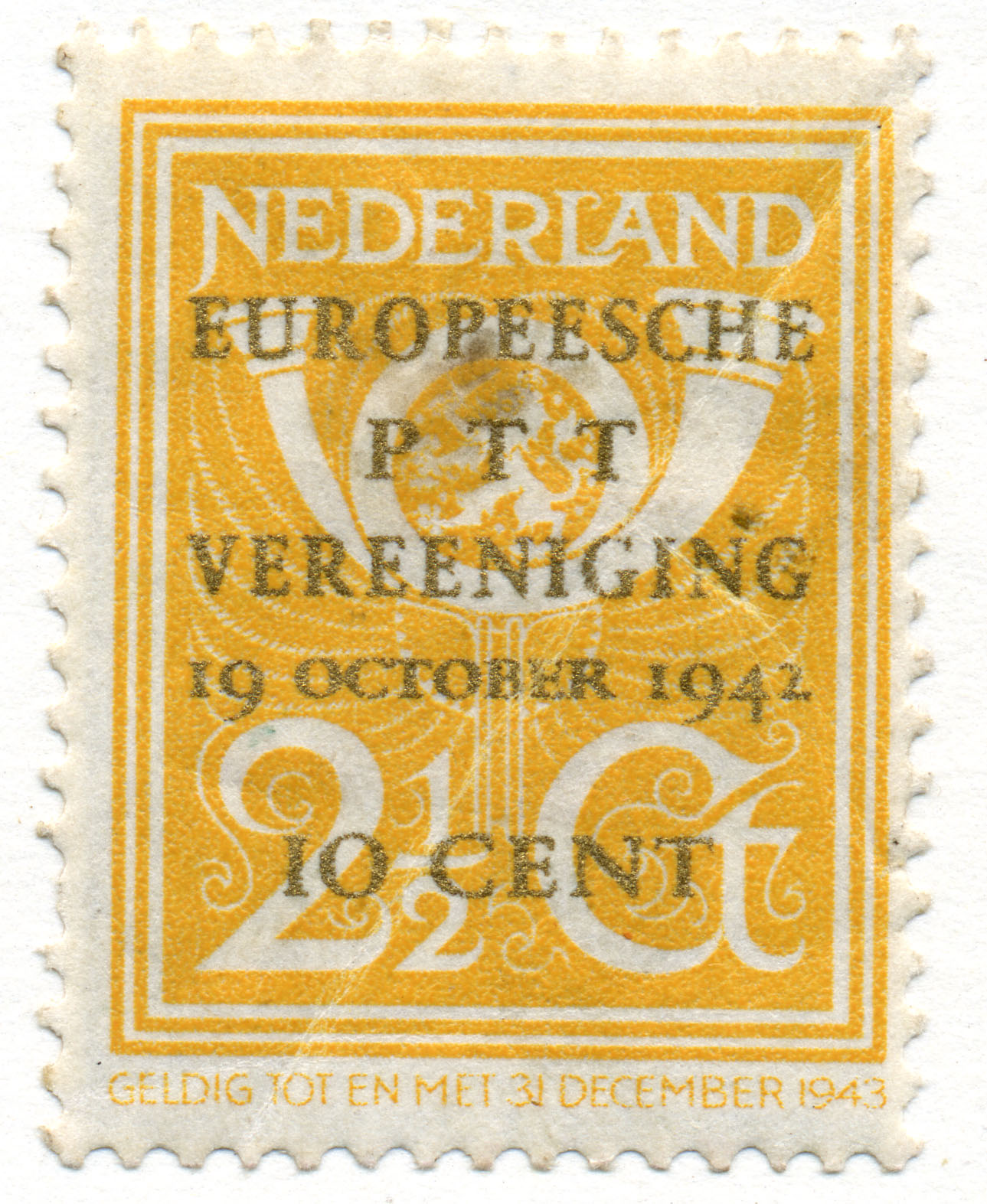
Briefmarke von 1943

De Ross stand sozialistischen Kreisen nahe, war Anhänger von Ferdinand Domela Nieuwenhuis und Mitglied der 1894 gegründete Sociaal-Democratische Arbeiderspartij (SDAP). Ab 1901 lieferte er für das von Hendrik Petrus Berlage u. a. etablierte Verkaufsatelier ’t Binnenhuis Amsterdam Entwürfe für Möbel und Hausgerät. 
Von 1907 bis zu seiner Pensionierung 1941 war er künstlerische Leiter der Lettergieterij Amsterdam (vormals Nicolaas Tetterode) und zudem von 1927 bis 1935 auch Leiter der Privatpresse De Heuvelpers.
1930 war er Gründungsmitglied der Vereeniging tot Bevordering der Grafische Kunst. Von 1941 bis 1961 war De Ross Mitglied der Haarlemer Künstlervereinigung Kunst zij ons doel (Kunst ist unser Ziel).

### Buchgestaltung
De Ross beschäftigte sich autodidaktisch mit der modernen internationalen Buchkunst, insbesondere mit der Einbandgestaltung und Typografie. Als Buchgestalter debütierte er 1903 mit der Gesamtausstattung der niederländischen Ausgabe von Kunst en Maatschappij. Lezingen van William Morris, die aufgrund ihrer Modernität in den Niederlanden Aufsehen erregte. Die Gestaltung und Ausstattung (Papier, Typografie, Schmuckelemente etc.) war von der Arts-and-Crafts-Bewegung inspiriert und begründete De Ross’ Ruf als Buchreformer in den Niederlanden. 1907 gestaltete er mit dem Drukkersjaarboek als weiteren Meilenstein „das erste makellose niederländische Buch des 20. Jahrhunderts“, schrieb Kurt Löb 1995 in seinem Buch Exil-Gestalten. Deutsche Buchgestalter in den Niederlanden 1932–1950. Typografie und Einbandgestaltungen bleiben Schwerpunkte im Schaffen von De Roos. 

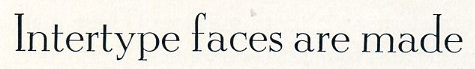
Schriftprobe der Egmont Light

### Schriftentwürfe
Unter seinen zwölf Schriftentwürfen gilt die Hollandse Mediaeval (1912) als erste moderne Satzschrift in den Niederlanden; es folgten u. a. Zilvertype (1914–16 mit Jean-François van Royen), Grotius (1925), Egmont (1932), Libra Uncial (1938) und De Roos Roman und Italic (1948). 
Sjoerd Hendrik de Roos war in der ersten Hälfte des 20. Jahrhunderts der Nestor unter den „großen Fünf“ der niederländischen Buchkunst.

## Ausstellungen
- 1964: Haarlem, Museum Van Looy
- 2004: Groningen, Harmonie Complex